# Базилевский, Сергей Александрович
Сергей Александрович Базилевский (1900—1991) — советский учёный-кораблестроитель, специалист в области проектирования подводных лодок.
Руководитель работ по созданию первой в СССР АПЛ «Ленинский комсомол» (1953). Профессор Военно-морской академии, Высшего военно-морского инженерного училища имени Ф. Э. Дзержинского. Доктор технических наук (1959). Известен также как отрицатель теории относительности Эйнштейна.

## Биография

### Детство
Родился 24 января (5 февраля) 1900 года в Москве. Отец С.А.Базилевского, Александр Александрович, поручик, закончил два военных училища, Александровское пехотное и экстерном - Военно-инженерное, вышел в отставку и работал техническим руководителем на фабрике, которая производила известные в России велосипеды «Дукс». Когда Сергею было около десяти лет, отец отвёл сына в Военно-морской музей (в то время Морской музей находился в Адмиралтействе), там же приобрёл ему иллюстрированную книгу о русском флоте. Разглядывая фотографии кораблей и подводных лодок в этой книге, Сергей задумывался об их внутреннем устройстве, и стал строить действующую модель подводной лодки, пользуясь приведенными в книге чертежами общего расположения «Барса».

### Годы учёбы
Закончив в 1917 году курсы электротехников, в 1919 году Сергей Базилевский поступил на кораблестроительное отделение Петроградского политехнического института. Отделение в то время возглавлял 57-летний К. П. Боклевский. Он умел просто и с большой увлечённостью излагать предмет, рассказывал о действительных событиях из своей практики проектировщика и строителя боевых кораблей. Объясняя студентам, что ни в жизни, ни в науке ничего не следует искусственно усложнять, этот преподаватель любил повторять: «Один подойдёт к стулу и сядет, а другой сперва перевернет его вверх ножками, а затем ходит вокруг и думает — как же теперь сесть?» 
22 апреля 1922 года, будучи студентом 3 курса Политехнического института, проживавшим в это время на улице Церковная, 4/3, квартира 22 в Петрограде, Сергей Базилевский был арестован и обвинён в агитации против изъятия церковных ценностей. Постановлением Петроградского Революционного Трибунала от 22 мая 1922 года был освобождён менее чем через месяц — 24 мая 1922 года под подписку о невыезде.

### Работа конструктором подводных лодок
Окончив в 1925 году Ленинградский политехнический институт, Базилевский работал в Балтийском морском пароходстве, затем наблюдал за перестройкой двух легких крейсеров типа «Светлана» в танкеры. Ходил в море на одном из этих танкеров («Азнефть»). Работая в Регистре СССР в Москве, в конце 1926 года узнал об организации группы для проектирования первых советских подводных кораблей, и вызвался в группу проектировщиков под руководство Б. М. Малинина. С 1927 г. работал на Балтийском судостроительном заводе в конструкторском бюро отдела подводных лодок, помощником главного конструктора.
В должности начальника проектного отдела Конструкторского бюро и заместителя главного конструктора участвовал в разработке подводных лодок типа «Декабрист», «Щука», «Сталинец», «Малютка», «Ленинец»

. Был главным конструктором подводной лодки с единым двигателем.
В 1930 году был арестован по обвинению во вредительстве в связи с неудачным испытанием подводной лодки «Декабрист». Через девять месяцев, после освобождения из заключения, принимал участие в проектировании подлодок в ЦКБС-2. Был назначен главным конструктором проекта подводных лодок.
Согласно характеристике руководителя морского инженера Б. М. Малинина от 6 декабря 1947 года, в 1930–1931 годах, когда в процессе испытания законченных постройкой первых лодок типа «Декабрист» было выявлено их стремление крениться в период погружения и всплытия, Базилевский успешно разобрался в причинах этого явления и создал теорию погружения полутора — и двухкорпусных лодок. Это позволило полностью разрешить вопрос об обеспечении нормального погружения и всплытия подводных лодок любого типа.

В 1935 году Базилевский предложил проект «единого двигателя» для подводных лодок, который стал известен в истории подводного судостроения СССР под наименованием «Редо». Пионерская работа С.А. Базилевского по постройке подводной лодки «Редо» послужила толчком к изучению проблемы единого двигателя.

### Деятельность во время Великой Отечественной войны
Во время Великой Отечественной войны Базилевский разработал проекты судов для «Дороги жизни» в блокадном Ленинграде, в должности Главного Конструктора и начальника Конструкторского Бюро завода. Предложил доставлять в осаждённый Ленинград жидкое топливо через Ладожское озеро в буксируемых по воде железнодорожных цистернах.

### Работа в послевоенный период
После Победы выполнял задания за рубежом в 1945—1947 годах руководил Техническим бюро НКСП СССР в Германии, которое занималось сбором данных о германской судостроительной промышленности и о вооружении флота. Затем работал конструктором в ЦНИИ имени академика А. Н. Крылова.
С 1952 по 1964 годы преподавал в Военно-морской академии на Кафедре проектирования подводных лодок, где разработал курс лекций по теории их проектирования; исполнял обязанности начальника кафедры. Читал лекции в Высшем военно-морском инженерном училище имени Ф. Э. Дзержинского.
В 1953 году возглавлял работы по созданию атомной подводной лодки «Ленинский Комсомол», первой в своём роде в СССР.
С 1959 г. — доктор технических наук.
С 1960 г. — член КПСС.
С 1961 г. — профессор.
С 1969 г. — персональный пенсионер СССР.
Умер в 1991 г. в Ленинграде.

## Деятельность по отрицанию теории относительности
С 1965 г. участвовал в группе учёных и инженеров из разных городов СССР, издававших антирелятивистский (направленный против теории относительности Эйнштейна) рукописный журнал «Научно-технического кружка им. М. В. Ломоносова». Журнал был закрыт властями СССР в 1974 г.
Базилевский считал ошибочным опыт Майкельсона на том основании, что источник в этом опыте был неподвижен относительно приёмника и наблюдателя. Базилевский отрицал сделанный из этого опыта вывод сторонников теории относительности о независимости скорости света от движения его источника и исходящие из этой предпосылки математические интерпретации, позаимствованные, по его мнению, Эйнштейном у Лоренца и Пуанкаре.
Базилевский усматривал в более поздних опытах по радиолокации Венеры 1961—1966 гг. в США совместно с Крымской обсерваторией СССР «предельно строгое», по его мнению, опровержение «второго постулата Эйнштейна». По мнению Базилевского, обработка радиолокационных наблюдений Венеры Б. Г. Уоллесом (Bryan G. Wallace) согласно публикации в журнале «Spectroscopy letters» 2(12) за 1969 год показала, что результаты радиолокационных наблюдений Венеры, проведенных Массачусетской станцией и станцией в Пуэрто-Рико, а также в Крымской обсерватории АН СССР, «идеально» совпадают с результатами вычислений по законам Ньютона, однако в случае применения формул Эйнштейна дают результаты, в 170 раз превышающие возможную ошибку наблюдений и вычислений. Эту серию опытов Уоллес рассматривал как свидетельство того, что относительная скорость света в космосе равна c+v, а не c. Ссылаясь на результаты семнадцати серий разнородных экспериментов и наблюдений, Базилевский утверждал: «практика XX века совершенно четко и бесспорно показала, что II постулат Эйнштейна противоречит действительности, что он должен быть отвергнут и забыт».
Об угрозе сионизма и релятивизма Базилевский писал письма в ЦК КПСС. Письмо от 16 января 1979 года было направлено для обсуждения в Ленинградский обком КПСС.
В 1989 году была опубликована антирелятивистская статья С. А. Базилевского в сборнике «Проблемы исследования Вселенной».

## Сочинения
- Базилевский С. А. Погружение и всплытие подводных лодок. — Л.: [б. и.], 1958.
- Базилевский С. А. Теория ошибок, возникающих при проектировании судов. — Л.: Судостроение, 1964.
- Базилевский С. А., Дмитриев В. И. Краткая история советского подводного кораблестроения. — Л., 1982.
- Базилевский С. А. Корабелы в осажденном Ленинграде. — СПб.: Санкт-Петербургское морское бюро машиностроения «Малахит», 1994.
- Базилевский С. А. У колыбели подводного флота (записки конструктора). — СПб., 1996.
- Базилевский С. А. «Ошибка Эйнштейна» [3]
- Базилевский С. А. «О лженауке. Теория относительности: за и против». // Сборник докладов всесоюзной конференции ФЕНИД-91. — Гомель, 1991. — С. 157-165.
- Базилевский С. А. «О лженауке» [2]
- Базилевский С. А., Варин М. П. «Ошибка Эйнштейна». // Проблемы пространства и времени в современном естествознании. — Л., ИАНСССР, 1990. — С. 176-195.
- Рукописная работа «Две физики»